# Stenogaster decorata
Stenogaster decorata är en getingart som beskrevs av Vecht 1975. Stenogaster decorata ingår i släktet Stenogaster och familjen getingar. Inga underarter finns listade i Catalogue of Life.